# Microterys eriococci
Microterys eriococci är en stekelart som beskrevs av Li, Shi och Han 2001. Microterys eriococci ingår i släktet Microterys och familjen sköldlussteklar. Inga underarter finns listade i Catalogue of Life.